# Luís de Sttau Monteiro
Luís Infante de Lacerda Sttau Monteiro, más conocido como Luís de Sttau Monteiro (Lisboa, 3 de abril de 1926 - 23 de julio de 1993) fue un novelista y dramaturgo portugués.

## Biografía
Nacido en Lisboa, cuando tenía solo diez años se mudó a Londres con su padre, en aquel tiempo embajador de Portugal en Inglaterra. En 1943, cuando su padre fue destituido por Salazar, volvieron a Lisboa, donde Luís se graduó en Derecho por la Universidad de Lisboa. Trabajó como abogado por un breve período, antes de volver a Londres para convertirse en piloto de Fórmula 2. Volvió luego una vez más a Portugal, y trabajó en revistas como Almanaque o el suplemento A Mosca, del Diário de Lisboa. En 1968, fue arrestado por la PIDE (la "policía política" portuguesa) tras publicar las obras A Guerra Santa y A Estátua, sátiras de la dictatura y de la guerra colonial.
En los años 1970, colaboró como periodista en periódicos portugueses como Diário de Notícias y Expresso. Murió en Lisboa en 1993.

## Obra literaria
Pese a ser especialmente famoso por sus obras de teatro, Sttau Monteiro comenzó su carrera en los años 1960 con obras narrativas como Um Homem não Chora (1960), a la que siguió la aclamada Angústia para o Jantar (1961), en las que se observa la influencia de la generación de los novelistas ingleses conocidos como angry young men.
En 1961 también se publicó su primera obra de teatro, la brechtiana Felizmente há Luar!, que ganó el Gran Premio de Teatro de la Asociación de Escritores Portugueses en 1962, y que retrata severamente la vida social y política del Portugal contemporáneo; fue prohibida por la censura, y solo pudo representarse en 1978, bajo la dirección artística del propio autor.

### Narrativa
- Um Homem não Chora (1960)
- Angústia para o Jantar (1961)
- E se for Rapariga Chama-se Custódia (1966)

### Teatro
- Felizmente há Luar! (1961)
- Todos os Anos, pela Primavera (1963)
- O Barão (1965, adaptación teatral de una novela de Branquinho da Fonseca)
- Auto da Barca do Motor fora da Borda (1966)
- A Guerra Santa (1967)
- A Estátua (1967)
- As Mãos de Abraão Zacut (1968)
- Sua Excelência (1971)
- Crónica Aventurosa do Esperançoso Fagundes (1979)

- Datos: Q9025708